# Julian Perry Robinson
Julian Perry Robinson (11 de noviembre de 1941 - 22 de abril de 2020) fue un químico británico e investigador de la paz.

## Carrera académica
Ocupó citas de investigación en la Universidad Libre de Berlín, la Universidad de Harvard y la Universidad de Sussex.
Fue consultor de la Organización Mundial de la Salud, las Naciones Unidas, el Comité Internacional de la Cruz Roja y el Programa de las Naciones Unidas para el Medio Ambiente.
Fue miembro del personal del Instituto Internacional de Investigación para la Paz de Estocolmo de 1968 a 1971. Mientras estuvo allí, fue uno de los principales contribuyentes al estudio de seis volúmenes El problema de la guerra química y biológica. 
También fue co-coordinador del Grupo de Estudio Pugwash sobre Implementación de las Convenciones sobre Armas Químicas y Biológicas, codirigió el Programa Harvard Sussex sobre Armas Químicas y Biológicas, que publicó el Boletín de Convenciones CBW.

## Muerte
Murió el 22 de abril de 2020 como resultado de complicaciones relacionadas con COVID-19.